# Русу-Биргеулуй
Русу-Биргеулуй (рум. Rusu Bârgăului) — село у повіті Бистриця-Несеуд в Румунії. Входить до складу комуни Жосеній-Биргеулуй.
Село розташоване на відстані 327 км на північ від Бухареста, 12 км на північний схід від Бистриці, 91 км на північний схід від Клуж-Напоки.

## Населення
За даними перепису населення 2002 року у селі проживали 930 осіб, з них 927 осіб (99,7%) румунів. Рідною мовою 927 осіб (99,7%) назвали румунську.